# Гірнича промисловість Кот-д'Івуару

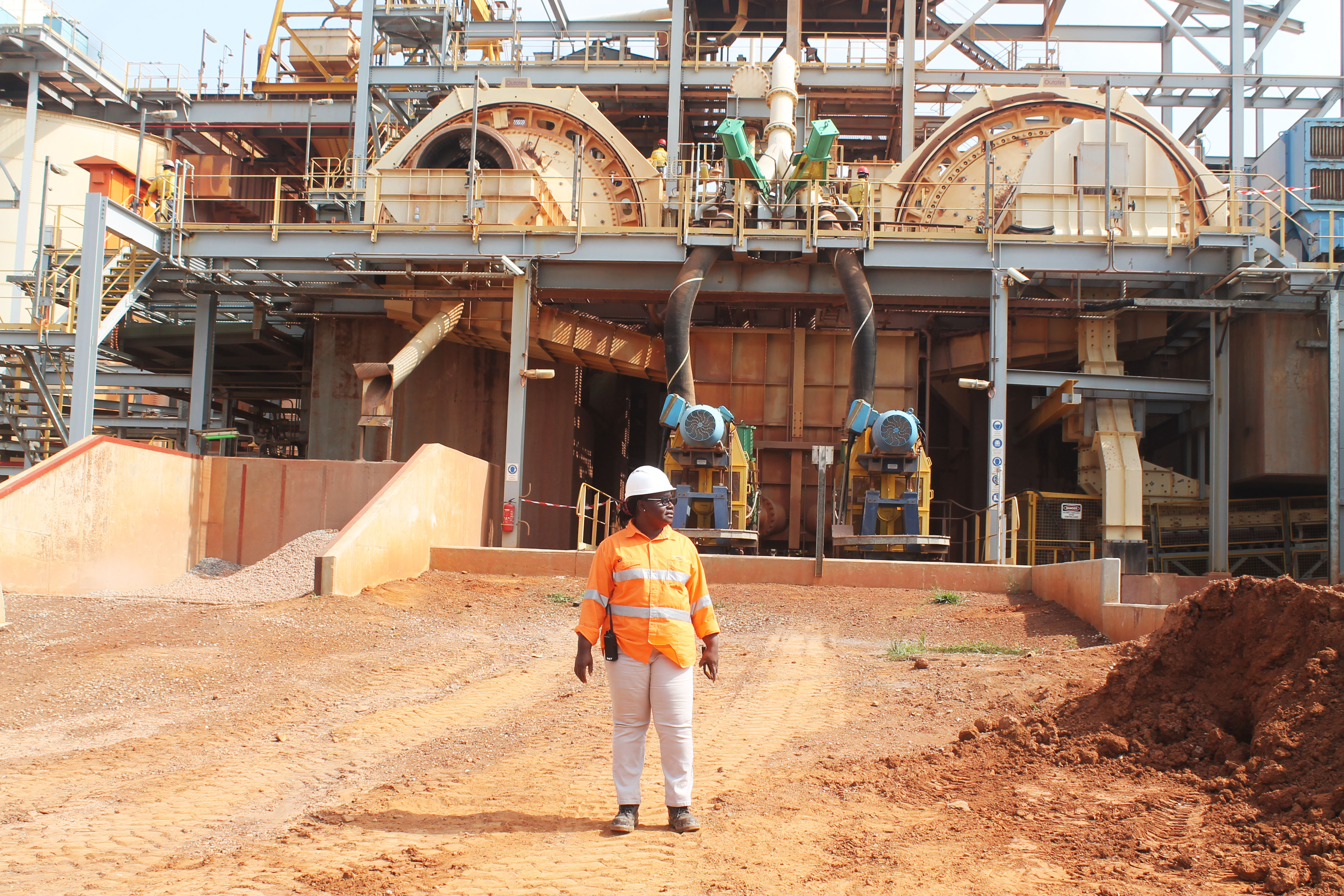

Гірнича промисловість Кот-д'Івуару — галузь промисловості Кот-д'Івуару з розвідки та видобутку мінеральних ресурсів.
Хоча в надрах Кот-д'Івуару міститься багато корисних копалин, проте їх не існує в комерційно придатних для розробки кількостях через високу вартість видобутку. В 1986 частка гірничодобувної промисловості у ВВП становила лише 1%.
Інвестиції колоніальної адміністрації у розробку родовищ золота у Кокумбо і на невеликих копальнях на південному сході виявилися нерентабельними. У 1984 році державна компанія SODEMI і Французька гірничодобувна компанія заснували гірничодобувну компанію Іті для розробки родовища, відкритого в Іті. Загальний обсяг інвестицій у період оцінювався в 1,2 млрд. Якість золотої руди була середнім, ставлення золота до руди становило 8,5 грама на тонну. Видобуток повинен був розпочатися в 1987 році, і очікувалося, що протягом перших двох років експлуатації буде видобуто 700 кг золота. За оцінками Іті, додаткові інвестиції у розмірі 2,3 млрд. франків КФА дозволили б збільшити випуск до 700 кг золота на рік.
У 1970-х років низькосортні родовища залізняку (менше 50 відсотків), оцінювані в 585 мільйонів тонн, знайшли в Банголо, неподалік кордону з Ліберією. Для розробки родовищ був створений консорціум, що представляє інтереси японців, французів, британців, американців та голландців. Проте зниження світових цін на залізняк змусило учасників відкласти проект на невизначений термін.
Видобуток алмазів на Тортії, що почалася в 1948 році, досяг свого піку в 1972 році, коли було видобуто 260000 карат алмазів (52 кг), в 1980 рудник був закритий. Шахта Бобі біля Сегели виробляла 270 000 карат (~54 кг) на рік, аж до 1979 року. Залишилися на острові Тортія оцінюються в 450000 карат (~90 кг), а в шахті Бобі - 150000 карат (~30 кг).
У період з 1960 по 1966 рік на марганцевих копальнях у районі Гранд-Лау видобували до 180000 тонн руди на рік. У 1970 році, після того, як ціни на руди на світовому ринку впали, а виробничі витрати зросли, шахти були закриті. Також у Кот-д'Івуарі є невеликі поклади колумбіт-танталіту, ільменіту, кобальту, міді, нікелю та бокситів.